# Mets Shen
Mets Shen (in armeno Մեծ շեն?), anche Böyük Galadarasi (in azero Böyük Galadərəsi) è una piccola comunità rurale del distretto di Şuşa, in Azerbaigian, fino al 2024 appartenente alla regione di Šowši nella Repubblica dell'Artsakh.
Dopo l'accordo di cessate il fuoco nella guerra dell'Artsakh del 2020, il villaggio, rimasto sotto controllo armeno, è risultato interessato da violazioni del regime di cessate il fuoco.